# エムディエヌコーポレーション
株式会社エムディエヌコーポレーション（英: MdN Corporation、略称：MdN）は、出版・Web・イベントなどを通じて、グラフィックデザイン・Webデザインの情報を提供している会社である。現在はインプレスホールディングスの100%子会社。MacintoshによるDTP（デスクトップ・パブリッシング）の日本での普及・定着を目標に1992年に創業。デザインの考え方・学び方、PhotoshopやIllustratorなどのツールの使い方、Webとともに進化するテクノロジーなど、職業人からアマチュアまでデザインに注目する幅広い読者に役立つ情報を提供する。近年では、アニメーションやゲーム、映画・映像、芸能など、ビジュアル・カルチャー全般に渡るクリエイティブ情報にもテーマを広げ、最先端のデザインが持つおもしろさや魅力を伝える。

## 沿革
- 1989年12月 - デザインとグラフィックの総合情報誌『MdN』創刊。なお20世紀中までは、表紙のMdNのロゴの下に「Macintosh designers Network」の表記があった。
- 1992年1月 - 株式会社エムディエヌコーポレーション設立。
- 1992年7月 - 株式会社インプレス、株式会社リットーミュージック、株式会社エムディエヌコーポレーション、株式会社ラジオ技術社の4社でインプレスグループを結成。
- 2001年7月 - プロデュースとデザインからWeb制作を考える総合情報誌『web creators』創刊。
- 2005年10月 - Web＆モバイルの企画・戦略・運用に関わる人のための総合情報誌『Web STRATEGY』創刊（2009年8月休刊）。
- 2005年11月 - 現代写真の視点を追う写真表現の総合情報誌『PHOTOGRAPHICA』創刊。
- 2006年6月 - Webデザインとグラフィックの総合情報サイト「MdN Interactive」オープン。
- 2009年9月 - MdNのイラスト販売サイト「ナノハナ」オープン。
- 2009年11月 - 「MdN Interactive」が「MdN Design Interactive」と名称を変えてリニューアルオープン。
- 2010年3月 - 『web creators』が月刊誌としての発行体制を終え、Webデザイン情報ポータルサイトに移行。
- 2010年11月 - 通巻200号目となる月刊『MdN』2010年12月号を発刊。特集は「ひらめきデザインアイデア46」
- 2014年10月 - 現住所である神保町（千代田区神田神保町1-105 神保町三井ビルディング）に移転。
- 2015年1月 - 月刊『MdN』創刊号を収録した250号を発刊。
- 2017年7月 - ストレッチ集『職場で、家で、学校で、働くあなたの疲れをほぐす すごいストレッチ』の発行部数が10万部突破[1]。
- 2018年6月 - MdNのコーポレートサイト「MdN BOOKS デザインの本」がオープン。
- 2019年1月 - 3月6日発売の2019年4月号を以て『MdN』を休刊すると発表[2]。
- 2020年4月 - 「MdN新書」創刊[3]。

## 事業内容

### 出版事業
- デザイン、DTP、Web関連書籍の出版
- 雑誌「月刊MdN」の発行

### 企画・制作事業
- デザイン企画・制作、受託

### メディア事業
- Webサイト「MdN Design Interactive」の運営
- コーポレートサイト「MdN Books」の運営

## 主な出版物

### グラフィック・デザイン
- デザイン・メイキング152　デザイナーのラフスケッチ実例集（2018/03）
- MdNデザイナーズファイル2018（2018/02）
- スピッツのデザイン（2018/02）
- 死んだらJ-POPが困る人、CDジャケットデザイナー 木村 豊（2017/03）
- なるほどデザイン（2015/07）

### Web
- ネットで「女性」に売る　数字を上げる文章とデザインの基本原則（2017/09）
- あなたもアフィリエイト×アドセンスで稼げる！　はじめてのWordPress本格ブログ運営法（2017/07）
- WordPressユーザーのためのPHP入門　はじめから、ていねいに。［第2版］（2017/03）
- Webディレクションの新・標準ルール　現場の効率をアップする最新ワークフローとマネジメント（2017/02）
- 沈黙のWebライティング —Webマーケッター ボーンの激闘—（2016/11）

### ライフスタイル
- 華と刻 ハーバリウム設計図 アレンジメント テクニックブック（2018/04）
- ほっこり癒される　すみっコぐらし　塗り絵レッスンブック（2018/01）
- ゆるっと癒される　リラックマ　塗り絵レッスンブック（2018/01）
- 大人ディズニー　愛の贈りもの　素敵な塗り絵レッスンブック（2017/04）
- 職場で、家で、学校で、働くあなたの疲れをほぐす すごいストレッチ（2017/03）

### イラスト・アニメ・ 写真集
- 東京店構え マテウシュ・ウルバノヴィチ作品集（2018/04）
- 物理表現のイラスト描画（2017/05）
- のら猫拳（2017/01）
- アニメーターが教えるキャラ描画の基本法則（2016/01）
- プロの絵師に学ぶキャラ塗り上達テクニック（2013/03）

### プログラミング・ソフトウェア・写真技法
- Unityの寺子屋　定番スマホゲーム開発入門（2017/08）
- VRコンテンツ開発ガイド 2017（2017/05）（2011/08）
- CLIP STUDIO PAINT　基礎力を上げるテクニカルガイド（2017/01）
- Blender標準テクニック　ローポリキャラクター制作で学ぶ3DCG（2017/01）
- ZBrushフィギュア制作の教科書（2016/04）

## 発行誌と運営サイト

### 発行誌
- 雑誌MdN（2018年11月より隔月に移行。2019年4月休刊予定[2]）
- web creators（2010年3月 Webデザイン情報ポータルサイトに移行）
- Web STRATEGY（2009年8月 休刊）
- PHOTOGRAPHICA

### 運営サイト
- MdN Design Interactive
- MdN Books